# Vincenzo Rugeri

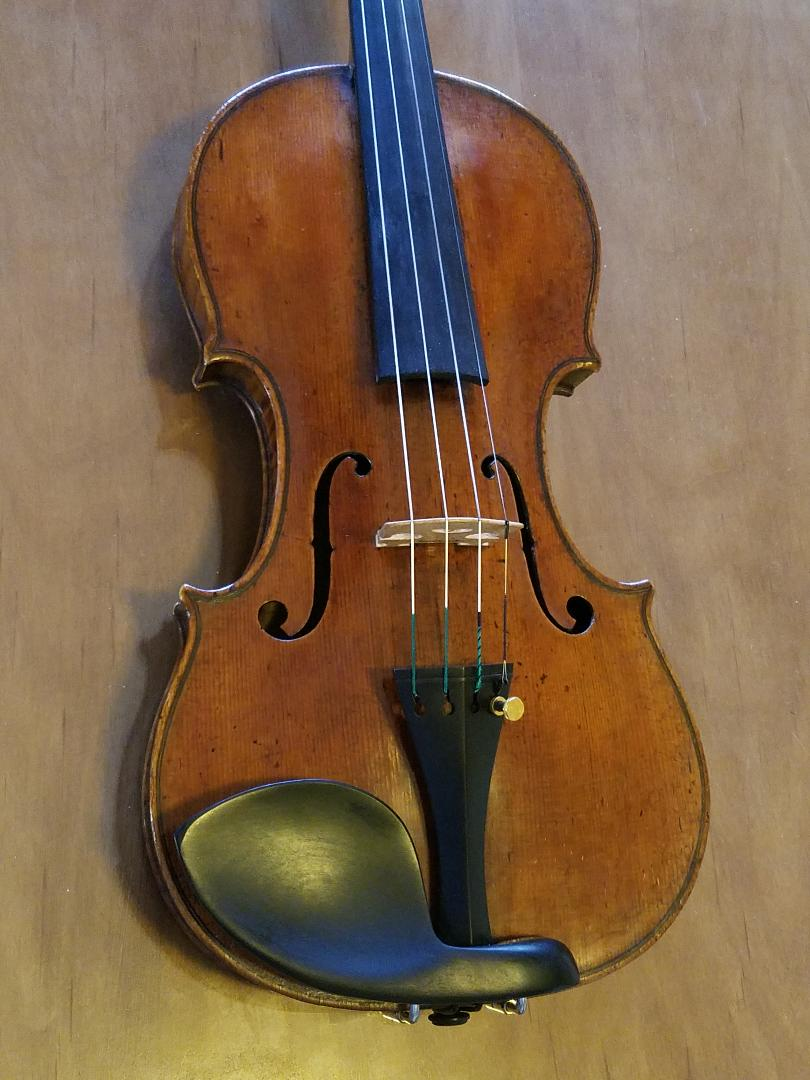
Un violín Rugeri.

Vincenzo Rugeri (30 de septiembre de 1663 - 4 de mayo de 1719) (también conocido como Ruger, Rugier, Rugieri, Ruggeri, Ruggieri, Ruggerius) fue un luthier italiano de instrumentos de cuerda como violines, violonchelos y violas que trabajó en Cremona. Sus instrumentos destacan por su artesanía y su calidad de sonido. Vincenzo provenía de una distinguida familia de lutieres, el primero de los cuales fue su padre, Francesco Rugeri. A pesar de la tradición local de familias artesanas que trabajaban juntas a lo largo de generaciones, Vincenzo dejó la tienda familiar y abrió una exitosa tienda propia en el centro de Cremona. Vincenzo fue el tercer hijo del lutier Francesco Rugeri. El trabajo de Vincenzo, como el de Francesco, está influenciado por el modelo básico de Nicolò Amati, sin embargo, el trabajo de Vincenzo se distinguió del de su padre al utilizar un arco inferior inspirado en el del genial Antonio Stradivari. Un análisis del cuerpo de su obra revela que la calidad de los instrumentos de Vincenzo es notable, quizás incluso más que la de su padre. Los instrumentos de Vincenzo, aunque menos numerosos, se valoran al menos igual que los de su padre. Un violín de Vincenzo Rugeri obtuvo 502.320 $ el 3 de octubre de 2011 en las subastas de Brompton en Londres. Carlo Bergonzi fue un distinguido aprendiz de Vincenzo Rugeri.

## Infancia y formación
Vincenzo Rugeri nació en las afueras de la ciudad de Cremona, Italia, en la parroquia de San Bernardo. A la edad de empezar su aprendizaje, trabajaba junto a sus dos hermanos mayores, Giovanni Battista Rugeri (2 de julio de 1653 - 14 de diciembre de 1711) y Giacinto Rugeri (15 de mayo de 1661 - 2 de junio de 1697) como asistente en el taller de su padre. Algunos instrumentos supuestamente de Francesco Rugeri son en realidad obra de Vincenzo. Todos los hermanos eran lutieres capaces, ayudando hábilmente en el taller, pero solo Vincenzo disfrutó más tarde del éxito individual como lutier y perfeccionó el estilo de la casa Rugeri. Para 1687, Francesco había adquirido un terreno y una casa más cerca de la ciudad de Cremona en la Parroquia de San Sebastiano al lado del hermoso Convento de San Sigismondo. Vincenzo probablemente siguió a la familia a San Sebastiano y vivió allí hasta 1689 cuando se casó. Aunque el hermano menor de Vincenzo, Carlo Rugeri (1666-1713) heredó las herramientas de Francesco relacionadas con "violines, guitarras, violoni y calascioni", Carlo no parece haber tenido una participación significativa en el taller de violines de la familia de acuerdo a los instrumentos extremadamente raros que se le atribuyen.

## Carrera
Hacia 1690, Vincenzo Rugeri se había casado, dejó el taller familiar y abrió su propio taller en el lado noroeste de Cremona. Rugeri prosperó como fabricante independiente de violines por derecho propio a pesar de la competencia con las prestigiosas familias Stradivari y Guarneri. Sus producciones datan de alrededor de 1680-1717. Sus instrumentos confirmados se basan en el modelo de Nicolo Amati combinado con un arco inferior tonalmente más avanzado. Sus obras se caracterizan por un alto nivel de concepción y mano de obra, y la madera de arce que empleó para los fondos era a menudo de origen extranjero. Rugeri usó un barniz transparente que variaba en color desde el naranja hasta el rojo o marrón más adelante en su carrera. Esta receta de barniz parece ser congruente con algunos de los últimos instrumentos de Antonio Stradivari y con los de Carlo Bergonzi. El tratamiento del canal alrededor de los bordes de sus instrumentos muestra menos excavación que otros fabricantes de la época. Algunos de los instrumentos de Rugeri incluyen "alas" originales de arce en la parte posterior. Sus agujeros en forma de F, aunque similares a los de Amati, tienen tallas verticales más estrechas y una curva superior vertical.
El análisis de uno de sus violines, el “Baron Knoop”, de alrededor de 1700 muestra que Vincenzo basó este instrumento en el modelo básico de Amati de la escuela Cremonesa. Este violín, como muchos de los instrumentos de Vincenzo, está hecho de arce extranjero, con un barniz transparente de color marrón anaranjado con arcos más planos con bordes más llenos. Los orificios de sonido que utilizó la familia Rugeri los distinguen de otros fabricantes Cremoneses: a menudo eran más rígidos o más estrechos y las curvas eran más verticales que las de los Amati.
Hacia los últimos años del siglo XVII, el taller de Rugeri floreció financieramente, como lo demostró Vincenzo al comprar propiedades alrededor de su taller. Sin embargo después ya en el siglo XVIII, al analizar su testamento de 1719, es evidente que experimentaba un declive en 1719. Su producción parece haberse ralentizado a partir de 1710, probablemente debido a la competencia del taller de Stradivarius. Rugeri tuvo dos hijos: Francesco (nacido en Cremona el 15 de julio de 1704) y Carlo Giuseppe, que figuraban como fabricantes de violines de oficio, sin embargo, no se conocen instrumentos sobrevivientes de ninguno de ellos. Los instrumentos que llevan el nombre de Vincenzo después de su muerte en 1719 hasta aproximadamente 1740 son seguramente instrumentos hechos o terminados por sus hijos, pero etiquetados con el nombre de Vincenzo.

## Maestro
Vincenzo Rugeri fue el primer maestro del gran lutier Carlo Bergonzi. Anteriormente, la casa de violines londinense WE Hill & Sons y el conde Ignazio Alessandro Cozio di Salabue habían postulado erróneamente a Giuseppe Giovanni Battista Guarneri y Antonio Stradivari como los primeros maestros de Bergonzi. Pero Carlo Bergonzi y su familia vivían muy cerca del taller de Vincenzo en Cremona y su taller habría sido el lugar más obvio para el aprendizaje de Carlo alrededor de 1696, dadas las conexiones sociales y financieras entre las dos familias. La madre de Carlo Bergonzi fue la madrina de la hija de Vincenzo, Teresa.
Al comparar los instrumentos de Bergonzi con los de Vincenzo Rugeri, su similitud es evidente en el tratamiento de las volutas, el uso de filetes de haya, la falta de pasadores de espesor dorsal y la técnica de trabajo de tallar los revestimientos en los bloques de las esquinas en ángulo en lugar de en cuadrado. Además los primeros instrumentos de Bergonzi, como el violín "Thibaud" de 1715 y otros de este período temprano, siguen contornos y proporciones similares a los violines de Vincenzo Rugeri y sin embargo los contornos y proporciones de los instrumentos posteriores de Bergonzi se convirtieron en suyos propios diferentes.

## Etiquetas
Las etiquetas de los instrumentos hechos por la familia Rugeri incluyen las palabras "detto il Per" después del nombre del fabricante. Si bien se desconoce el significado de "il Per" y podría ser una forma de provincianismo, los documentos indican que era una forma de distinguir a la familia de las otras familias Rugeri de la región.
Sólo en la parroquia de San Bernardo, a la que pertenecía la familia Rugeri, había al menos otras cinco familias Rugeri, incluidos 2 de los hermanos de Francesco. Para limitar la confusión, el hermano de Francesco, Carlo Rugeri, agregó el apodo "Per" al apellido familiar ya en la década de 1660. Los registros de la muerte en 1680 del padre de Francesco, el abuelo de Vincenzo, también usan el nombre "Gio. Bata. Ruggeri detto il Per". Un año después, Giovanni Battista, uno de los hermanos de Vincenzo, fue testigo de un matrimonio. En el certificado a su nombre, el sacerdote solo escribió Giovanni Battista Per. Esta firma indica que en 1681, el apodo familiar "per" era tan importante como el nombre de pila. Como su hermano Francesco, Vincenzo incluyó las palabras "detto il Per" en sus etiquetas.
Durante el mismo período en que la familia Rugeri fabricaba violines en Cremona, la familia Rogeri también fabricaba instrumentos de cuerda en Brescia. Estas dos familias de lutieres con una letra de diferencia en su apellido, que vivían a menos de 40 millas de distancia, también necesitaban distinguirse entre sí no solo por el trabajo artesano, sino también por el reconocimiento del nombre.

## La escuela cremonesa
Cremona es conocida por su rica historia en el diseño y producción de instrumentos de cuerda. De hecho, los mejores lutieres de todos los tiempos son cremoneses. Los talleres de violín en Cremona pueden remontar sus orígenes a principios del siglo XVI. A medida que el desarrollo económico comenzó a tener lugar a principios de siglo, también lo hicieron los desarrollos en la producción artística y el comercio dentro de la ciudad. Por esta época lutieres como Andrea Amati, Antonio Stradivari y Francesco Rugeri comenzaron a ejercer individualmente.

## Instrumentos de Rugeri
Se estima que todavía existen 38 violines, 15 violonchelos y cinco violas hechas por Vincenzo Rugeri, entre los que destacan:
- El coleccionista de violines David L. Fulton posee una viola de 1697 de Vincenzo.[26]
- Un violín de 1697[16] y un violonchelo de 1693[27][28] de Vincenzo se encuentran en las colecciones del Museo Chimei.
- Violín "Baron Knoop" de Vincenzo Rugeri 1700c—Alguna vez considerado por Hills como uno de los mejores violines existentes de Francesco Rugeri, ahora se sabe que es un violín muy fino de Vincenzo.[29]
- El violinista Stefan Jackiw toca exclusivamente en un violín de Vincenzo fechado en 1704.[30][31]
- El violín "Le Brun" de Vincenzo fabricado en 1705[32] fue propiedad de Charles Lebrun y estuvo en la colección de la Royal Academy of Music.[5][33][34]
- Yoonshin Song, concertino de la Orquesta Sinfónica de Detroit, toca un violín de 1707 de Vincenzo Rugeri que le prestó un patrocinador.[35][36]
- Un violín de Vincenzo Rugeri se perdió cuando el SS Flying Enterprise se hundió en 1952.[37]